# 馬兆煃
馬兆煃，號兑峯，直隸广平府永年縣人，明末清初政治人物。崇祯进士。

## 生平
明朝崇祯十二年（1639年）己卯科举人，十三年（1640年）庚辰科进士。都察院观政，丁忧归。服除，授行人司行人。清兵入关后，于顺治二年（1645年）四月考选陝西道监察御史，闰六月巡按湖北。

## 轶事
《虞初新志》：永年马兆煃，中崇祯庚辰进士，癸未殿试本朝（清朝），由行人考选巡按湖北。有郧阳老生某投牒云：“运将鼎革，不闻汉寿关公扶我国祚，请下令讯之。” 马可其请，遽发郧阳司理（推官）某亲鞫。司理奉令唯谨，委胥役往招之。役亦莫知所从，谒关庙叩首谢过。起见香炉侧白镪一锭，始未尝见也，乃悟神亦如人世赏劳然者。旋复司理，悬牌某日听鞫。届期，老生果至，空际忽有旋风自城南来，突现帝像，衣冠皆与今世同，隐示气数难回，帝亦从时制也。现身未久，驾空而去。司理及胥吏惊怖欲绝，老生已昏仆，七窍流血死。